# Darri Ingólfsson
 (août 2017).
Si vous disposez d'ouvrages ou d'articles de référence ou si vous connaissez des sites web de qualité traitant du thème abordé ici, merci de compléter l'article en donnant les références utiles à sa vérifiabilité et en les liant à la section « Notes et références ».
Darri Ingolfsson (né à Reykjavik le 22 décembre 1979) est un acteur islandais. 
Il est connu pour son rôle de Oliver Saxon dans la série Dexter. On le retrouve également dans la série The Originals dans lequel il joue Dominic, un sorcier qui tente de faire renaître The Hollow. 
Il est l'un des rôles principaux du film islandais Borgríki 2.

## Filmographie partielle

### Cinéma

#### Longs métrages
- 2011 : Millénium : Les Hommes qui n'aimaient pas les femmes : un officier de la police de Karlstad
- 2012 : Joshua Tree 1951 : Un portrait de James Dean : James DeWeerd
- 2016 : Money Monster : Joji
- 2020 : Songbird : Steve
- 2021 : Ultrasound : Agent Steve

### Télévision

#### Téléfilm
- 2005 : Rencontre au sommet : un serveur islandais

#### Séries télévisées
- 2012-2013 : Last Resort : Robert Mitchell (saison 1, épisodes 1, 3, 5 et 10 à 13)
- 2013 : Dexter : Oliver Saxon (saison 8, épisodes 6 à 12)
- 2013 : Haven : Jack Driscoll (saison 4, épisode 8)
- 2014 : NCIS : Los Angeles : Dr Nolan Milhouse (saison 5, épisode 22)
- 2014 : Stalker : Chad Hewitt (saison 1, épisode 8)
- 2015 : Esprits criminels : Jerry Tidwell (saison 10, épisode 19)
- 2016 : Castle : Austin Elektra (saison 8, épisode 14)
- 2016 : NCIS : Nouvelle-Orléans : Karl Baptiste (épisode 2, épisode 20)
- 2016 : Rizzoli and Isles : Robert Stevens (saison 7, épisode 5)
- 2017 : The Originals : Dominic (saison 4, épisodes 5 à 7 et 13)
- 2018 : S.W.A.T. : Christian Baty (saison 1, épisode 22)
- 2019 : The Orville : Greg (saison 2, épisode 11)
- 2019 : NCIS : Enquêtes spéciales : Dwight Colton (saison 17, épisode 2)
- 2020 : The Rookie : Le flic de Los Angeles : Benjamin Lassie (saison 2, épisode 11)
- 2021 : Grey's Anatomy : Station 19 : Matthew (saison 4, épisode 14)
- 2022-2023 : Trésors perdus : le secret de Moctezuma : Dario (saison 1, épisodes 1, 4, 5, 6, 8 et 9)
- 2023 : Les Experts : Vegas : Ronald Edward Winter (saison 2, épisode 16)
- 2023 : Mrs. Davis (en) : Dieter Franz (saison 1, épisodes 1 et 2)
- 2023 : True Lies : LEGND (saison 1, épisode 12)